# Вехово (Сумская область)
Вехово (укр. Віхове) — село,
Недригайловский поселковый совет,
Недригайловский район,
Сумская область,
Украина.
Код КОАТУУ — 5923555102. Население по переписи 2001 года составляло 354 человека .

## Географическое положение
Село Вехово находится на левом берегу реки Сула,
выше по течению примыкает село Ольшана,
ниже по течению примыкает село Луки,
на противоположном берегу — село Коренево.
По селу протекает пересыхающий ручей с запрудой.
Через село проходит автомобильная дорога Н-07.

## Объекты социальной сферы
- Школа I-II ст.